# Fulica rufifrons
Fulica rufifrons е вид птица от семейство Дърдавцови (Rallidae).

## Разпространение
Видът е разпространен в Аржентина, Бразилия, Парагвай, Перу, Уругвай, Фолкландски острови, Чили и Южна Джорджия и Южни Сандвичеви острови.